# Зваржичова, Вероника
Ве́роника Зва́ржичова (чеш. Veronika Zvařičová; род. 8 декабря 1988, Крнов, Чехословакия) — чешская биатлонистка.

## Спортивная карьера
В биатлон пришла заниматься в 2001 году. Уже через пять лет она сумела попасть в юношескую женскую сборную Чехии. В 2008 году Зваржичова стала серебряным призёром чемпионата Европы среди юниоров в эстафете. В следующем сезоне спортсменка пробилась в основную команду страны. Тогда же она дебютировала на чемпионате мира по биатлону в корейском Пхёнчхане, где заняла 22-е место в спринте. Этот результат является лучшим для Зваржичовой. В 2010 году она приняла участие в Олимпийских играх в Ванкувере. На них спортсменка участвовала только в спринте, в котором заняла скромное 71-е место.
Потом Зваржичова перестала регулярно попадать в сборную Чехии и участвовала в Кубке IBU.

### Сезон 2012/2013
В сезоне 2012—2013 Зваржичова сумела закрепиться в команде. На этапе Кубка мира в немецком Рупольдинге биатлонистка впервые попала на подиум, заняв вместе с Вероникой Витковой, Габриэлой Соукаловой и Кристиной Черной 3-е место в эстафете. На чемпионате Европы в болгарском Банско спортсменка завоевала серебряную медаль в эстафете.
В конце мая 2013 года во время тренировки на лыжероллерах в Яблонце попала под машину, получив многочисленные переломы и травму головы.
После окончания сезона 2017/2018 завершила карьеру.

## Кубок мира
- 2008—2009 — 79-е место (26 очков)

## Интересные факты
- Зваржичова всего на 1 день старше своей подруги по команде, лидера чешской женской сборной по биатлону Вероники Витковой.